# Anolis allisoni
L'anolide di Allison (Anolis allisoni Barbour, 1928) è un rettile della famiglia Dactyloidae, presente principalmente a Cuba e in altre isole caraibiche al largo del Belize e dell'Honduras. Vive in luoghi aridi e aperti, nei giardini e nelle piantagioni.

## Descrizione
Questo è un anolide relativamente robusto, che ha colorazione variabile dal marrone scuro al verde brillante. I maschi assumono una colorazione blue elettrica su capo e torace, mentre le femmine hanno una striscia chiara lungo il dorso.
In entrambi i sessi la giogaia sotto il mento è rossa scura e sono in grado di cambiare rapidamente il loro colore.